# 前503年
| 千纪： | 前1千纪 |
| 世纪： | 前7世纪 \| 前6世纪 \| 前5世纪 |
| 年代： | 前530年代 \| 前520年代 \| 前510年代 \| 前500年代 \| 前490年代 \| 前480年代 \| 前470年代 |
| 年份： | 前508年 \| 前507年 \| 前506年 \| 前505年 \| 前504年 \| 前503年 \| 前502年 \| 前501年 \| 前500年 \| 前499年 \| 前498年                                                                                         |
| 纪年： | 周敬王十七年 魯定公七年 齊景公四十五年 晉定公九年 秦哀公三十四年 宋景公十四年 楚昭王十三年 卫灵公三十二年 陈怀公三年 蔡昭侯十六年 曹靖公三年 郑献公十一年 燕简公二年 杞悼公十五年 吴王阖闾十二年 越王允常八年 |

## 大事記
- 劉子和晉國再次擊敗王子朝之徒，周敬王再次復位。
- 齊景公見晉國楚國全部衰落，於是派國夏進攻魯國。陽虎為季桓子駕戰車，公斂處父為孟懿子駕戰車，準備夜襲齊軍。齊軍知道後，假裝無備，設伏以待魯軍。陽虎害怕而撤兵，沒有招致失敗。